# Pristoceraea eriopis
Pristoceraea eriopis är en fjärilsart som beskrevs av Herrich-Schäffer 1853. Pristoceraea eriopis ingår i släktet Pristoceraea och familjen nattflyn. Inga underarter finns listade i Catalogue of Life.